# Lloyd Harris (homme politique)
Pour les articles homonymes, voir Lloyd Harris et Harris.
Lloyd Harris (14 mars 1867-27 septembre 1925) est un homme politique canadien de l'Ontario. Il est député fédéral libéral de la circonscription ontarienne de Brantford de 1908 à 1911.

## Biographie
Né à Beamsville dans le Canada-Ouest, Harris étudie à Brantford et à Woodstock. Il se joint à l'entreprise familiale A. Harris, Son & Co. Ltd., établie par son grand-père Alanson Harris, et qui manufacture des équipements de fermes. Il travaille aussi comme président de plusieurs compagnies, dont Canada Glue Company, Brantford Screw Company et Harris Trust Company.
Harris entame une carrière politique en siégeant comme conseiller municipal de Brantford de 1905 à 1906.
Élu député libéral de Brantford à la Chambre des communes en 1908, il ne se représente pas en 1911. Il est le candidat libéral nommée pour l'élection de 1925, mais il meurt avant le scrutin à Brantford.